# Landsmannschaft der Deutschen aus Russland
Die Landsmannschaft der Deutschen aus Russland e. V. (LmDR) ist eine Landsmannschaft, welche die Interessen der Deutschen, die innerhalb der Sowjetunion vertrieben wurden und nach dem Zweiten Weltkrieg im Verlaufe einiger Jahrzehnte als Russlanddeutsche nach Deutschland übergesiedelt sind, vertritt. Die Bundesgeschäftsstelle der LmDR befindet sich in Stuttgart. Ihr langjähriger Vorsitzender in der Anfangszeit war Karl Stumpp. Die Landsmannschaft der Deutschen aus Russland bekennt sich zur Charta der deutschen Heimatvertriebenen.

## Aufgaben und Ziele
Die LmDR sieht sich nach eigenen Angaben als Interessenvertretung, Hilfsorganisation und Kulturverein aller Russlanddeutschen. Vor allem setzt sich die Organisation für die Deutschen in und aus den Nachfolgestaaten der Sowjetunion ein. Das Recht auf freie Ausreise, auf freie Ausübung der Religion und auf freien Gebrauch der Muttersprache stehen dabei im Mittelpunkt der Bemühungen. Die Landsmannschaft bemüht sich auch um Anerkennung und Umsetzung des Rechts auf kulturelle Autonomie und auf Wiedergutmachung für die stalinistischen Deportationen.
Die LmDR unterstützt die Russlanddeutschen bei und nach ihrer Einwanderung in Deutschland und bemüht sich dabei um günstige Rahmenbedingungen für ihre soziale, politische und kulturelle Integration, in Zusammenarbeit mit Behörden auf Landes- und Bundesebene. Infolge des am 1. Januar 2005 in Kraft getretenen Zuwanderungsgesetzes und nach Beschlüssen des Bundesministeriums des Innern wurden Migrationserstberatungsstellen (MEB) mit organisatorischer und finanzieller Unterstützung des Bundesamtes für Migration und Flüchtlinge (BAMF) eingerichtet.
Die rechtliche Gleichstellung von Russlanddeutschen und Einheimischen, Familienzusammenführung, Öffentlichkeit für die Geschichte der Russlanddeutschen sowie insgesamt die soziale Integration in der „alten neuen“ Heimat sind zentrale Themen und Aufgaben der Landsmannschaft.

## Organisation und Öffentlichkeitsarbeit
Die Landsmannschaft der Deutschen aus Russland verfolgt gemeinnützige Zwecke. Sie ist organisatorisch in Landesverbände und regional tätige 119 Orts- bzw. Kreisgruppen (Stand September 2020) unterteilt, deren Mitarbeiter grundsätzlich ehrenamtlich tätig sind. Die Geldmittel der Landsmannschaft stammen größtenteils aus Mitgliedsbeiträgen und Spenden der Mitglieder.
Ihre Öffentlichkeitsarbeit betreibt die Landsmannschaft mit der monatlich erscheinenden Zeitschrift Volk auf dem Weg und weiteren Publikationen sowie mit eigenen Veranstaltungen. Der Kulturmanager Jakob Fischer leitet seit 1995 eine Wanderausstellung mit Informationen zur Geschichte und der aktuellen Situation der Russlanddeutschen.
Obwohl sich die Landsmannschaft der Deutschen aus Russland öffentlich nicht als Migrantenselbstorganisation bezeichnet, ist sie de facto (neben der türkisch-kurdischen Einwanderergruppe) einer der einflussreichsten Dachverbände unter den Organisationen der Zuwanderer in Deutschland. Die russlanddeutschen Aussiedler sind die mit Abstand größte Gruppe der Personen mit Migrationshintergrund in Deutschland.
Laut Satzung der LmDR wird der Bundesvorstand alle drei Jahre neu gewählt. 2023 waren folgende Personen im Amt:
- Johann Thießen, Bundesvorsitzender
- Albina Baumann, Stellv. Bundesvorsitzende
- Walter Gauks, Stellv. Bundesvorsitzender
- Roman Ramenski, Stellv. Bundesvorsitzender
- Lilli Bischoff, Beisitzerin
- Olesja Romme, Beisitzerin
- Valentina Wudtke, Beisitzerin

Die Organisation hat in zahlreichen Städten Deutschlands Vertreter vor Ort.